# Dīmītrīs Karadolamīs
Dīmītrīs Karadolamīs (in greco Δημήτρης Καραδολάμης?; Giannitsa, 15 agosto 1987) è un cestista greco.

## Carriera
Con la Grecia under 26 ha disputato i Giochi del Mediterraneo di Pescara 2009.